# Jackson B. Chase

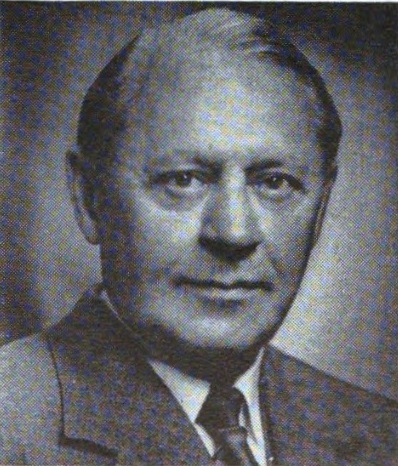
Jackson B. Chase (1955)

Jackson Burton Chase (* 19. August 1890 in Seward, Seward County, Nebraska; † 4. Mai 1974 in Atlanta, Georgia) war ein US-amerikanischer Politiker. Zwischen 1955 und 1957 vertrat er den zweiten Wahlbezirk des Bundesstaates Nebraska im US-Repräsentantenhaus.

## Werdegang
Jackson Chase wuchs in Kalifornien und Illinois auf und arbeitete als Jugendlicher für die Eisenbahngesellschaft Burlington Railroad. Dann kehrte er nach Nebraska zurück und absolvierte im Jahr 1907 die High School in Omaha. Zwischen 1907 und 1910 arbeitete er für das Unternehmen John Deere. Anschließend studierte er bis 1912 an der University of Nebraska. Er beendete seine Ausbildung mit einem Jurastudium an der University of Michigan Law School. Nach seiner 1913 erfolgten Zulassung als Rechtsanwalt begann er in Chicago in diesem Beruf zu arbeiten. Während des Ersten Weltkriegs diente er in der Artillerie der US Army.
Politisch war Chase Mitglied der Republikanischen Partei. Zwischen 1921 und 1922 war er stellvertretender Attorney General von Nebraska; von 1923 bis 1942 arbeitete er als Rechtsanwalt in Omaha. In den Jahren 1930 und 1931 war er juristischer Berater des Wohlfahrtsausschusses von Nebraska und zwischen 1933 und 1934 war er Abgeordneter im Repräsentantenhaus von Nebraska. Neben seiner Anwaltstätigkeit bewirtschaftete Chase zudem Farmland sowohl in Nebraska als auch in Iowa.
Während des Zweiten Weltkriegs war Jackson Chase Major im Hauptquartier des Judge Advocate General’s Corps. Von 1945 bis 1946 leitete er den Ausschuss zur Kontrolle des Umgangs mit Alkohol in Nebraska. Danach war er bis 1954 Richter im vierten juristischen Bezirk seines Staates. In diesem Jahr wurde Chase dann in das US-Repräsentantenhaus gewählt, wo er am 3. Januar 1955 den bisher von Roman Hruska gehaltenen Sitz einnahm. 1956 stellte sich Chase nicht mehr zur Wahl. Daher konnte er bis zum 3. Januar 1957 nur eine Legislaturperiode im Kongress absolvieren.
Nach dem Ende seiner Zeit im Kongress in Washington arbeitete Jackson Chase bis 1960 wieder als Richter. Politisch ist er nach seiner Kongresszeit nicht mehr in Erscheinung getreten.